# Gelechia hippophaella
Gelechia hippophaella là một loài bướm đêm trong họ Gelechiidae. Loài này được tìm thấy từ Fennoscandia tới Pyrénées, Ý và România và từ Đảo Anh tới Ukraina.

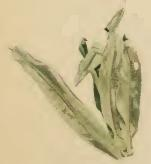
Hippophae rhamnoides bị ấu trùng loài này ăn

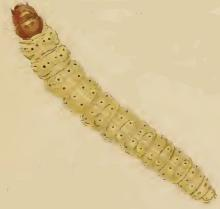
Ấu trùng